# 原口次夫
原口 次夫（はらぐち つぎお、1958年11月16日 - ）は、愛知県競馬組合に所属している調教師。

## 来歴
1975年、騎手となり4月24日に初騎乗し、5月7日に初勝利を挙げる。以後引退までの成績は、地方競馬通算9927戦1211勝だった。
1999年、1月1日に調教師免許を取得し、1月17日に名古屋競馬場で管理馬のエルボタッチが初出走し7着となる。3月26日に管理馬のトーホウタスクが勝利し初勝利を挙げる。6月5日に中央競馬初出走となる中京競馬場で行われた白藤賞にグレースバンブーが出走し、13着となる。
2007年、4月14日にウイニングウインドが中央の重賞初出走となるマイラーズカップに出走し、14着となる。8月14日にはキングスゾーンがサマーチャンピオンを制し、ダートグレード競走初勝利を挙げた。

## おもな騎乗馬
- ゴールドレツト（1982年東海ダービー、名古屋大賞典）
- アカネリンボー（1997年タマツバキ記念〈山陽杯〉）

## おもな管理馬
- ウイニングウインド（2006年・2007年くろゆり賞、 2006年東海菊花賞、2007年マイル争覇、オグリキャップ記念、名港盃、姫山菊花賞、2008年マーチカップ、スプリング争覇）
- キングスゾーン（2006年オータムスプリントカップ、2007年サマーチャンピオン、2008年・2009年・2010年・2011年マイル争覇、2008年東海桜花賞、2009年みちのく大賞典、2010年シアンモア記念、2011年名港盃）[1]